# Svatý kopeček u Kadaně
Svatý kopeček u Kadaně je přírodní památka v Doupovských horách v okrese Chomutov. Chráněné území je rozdělené do dvou oddělených částí, které se nachází na západním úbočí Svatého vrchu na západním okraji Kadaně. Důvodem jeho ochrany jsou skalní výchozy se stepní vegetací a výskytem zvláště chráněných rostlin (zárazy, bělozářka liliovitá, kavyl Ivanův nebo koniklec luční český) a živočichů.

## Historie
Svatý vrch býval využíván jako pastvina a od konce devatenáctého století jako příměstský park. Na vrcholu kopce, mimo chráněné území, stával kamenný altán. Během dvacátého století prostor kopce zarůstal nepůvodními dřevinami a altán vyhořel. V roce 2003 byla na jeho místě postavena 14,5 metru vysoká rozhledna.
Chráněné území vyhlásil krajský úřad Ústeckého kraje dne 20. listopadu 2015. Přírodní památka je v Ústředním seznamu ochrany přírody evidována pod číslem 6184.

## Přírodní poměry
Chráněné území měří 2,1952 hektaru, nachází se v nadmořské výšce 356–392 metrů v katastrálním území Kadaň a je součástí rozsáhlé evropsky významné lokality Doupovské hory.

### Abiotické podmínky
Přírodní památka leží v oblasti Doupovských hor tvořených třetihorními vulkanickými horninami. Těleso Svatého vrchu je budované čedičem a tufy. V geomorfologickém členění Česka leží lokalita v celku Doupovské hory a v okrsku Rohozecká vrchovina. K významným místům chráněného území patří výchozy sloupcově odlučného čediče v podobě téměř kolmých stěn. Na nich se vyvinul živinami obohacený půdní typ litozem eutrofní, ale většinu přírodní památky pokrývají kambizemě eutrofní.
Jihozápadní stranu kopce ohraničuje řeka Ohře s vodní nádrží Kadaň, zatímco podél západní strany protéká Prunéřovský potok.
V rámci Quittovy klasifikace podnebí se chráněné území nachází v mírně teplé oblasti MT11, pro kterou jsou typické průměrné teploty −2 až −3 °C v lednu a 17–18 °C v červenci. Roční srážkový úhrn je 550–650 mm. Počet mrazových dnů je 110–130. Svahy lokality jsou orientované k jihozápadu až západu. Oslunění během většiny dne vede k utváření suchého a velmi teplého mikroklimatu. Naopak častá absence sněhové pokrývky během zimy vystavuje rostliny přímému působení mrazu, takže vegetace je na takových stanovištích velmi řídká.

### Flóra a fauna
Přírodní památku tvoří čtyři biotopy. Přibližně třetinu pokrývají úzkolisté suché trávníky bez význačného výskytu vstavačovitých, které se nachází na výslunných svazích se středně hlubokými až hlubokými půdami. Na Svatém vrchu se střídají s xerofilními křovinami a s plochami skalní vegetace s kostřavou sivou (Festuca pallens). Okraje chráněného území porůstá hercynská dubohabřina s habrem obecným (Carpinus betulus), dubem zimním (Quercus petraea), dubem letním (Quercus robur), příměsí lípy srdčité (Tilia cordata) a podílem nepůvodních dřevin.
Z rostlin zařazených na červený seznam IUCN se na lokalitě vyskytují kriticky ohrožená záraza nachová pravá (Orobanche purpurea subsp. purpurea), silně ohrožení křivatec rolní (Gagea villosa), světlík tatarský (Euphrasia tatarice) a divizna knotkovitá bělokvětá (Verbascum lychnitis subsp. meonchii) a ohrožená záraza hřebíčková (Orobanche caryophyllacea), tolice nejmenší (Medicago minima), trýzel škardolistý (Erysimum crepidifolium), řebříček panonský (Achillea pannonica), locika vytrvalá (Lactuca perennis) a zimolez kozí list (Lonicera caprifolium). Z druhů vyžadujících pozornost na Svatém vrchu roste hrachor trávolistý (Lathyrus nissolia) a jeřáb břek (Sorbus torminalis).
Dalšími druhy rostlin chráněnými podle vyhlášky č. 395/1992 Sb. na lokalitě jsou silně ohrožený koniklec luční český (Pulsatilla pratensis subsp. bohemica) a ohrožená bělozářka liliovitá (Anthericum liliago), kavyl Ivanův (Stipa pennata), modřenec tenkokvětý (Muscari tenuiflorum) a tařice skalní (Aurinia saxatilis).
Z živočichů byl v přírodní památce zaznamenán kriticky ohrožený netopýr velký (Myotis myotis) a silně ohrožení netopýr rezavý (Nyctalus noctula) a netopýr hvízdavý (Pipistrellus pipistrellus). Mezi silně ohrožené a ohrožené druhy obratlovců v oblasti patří také užovka hladká (Coronella austriaca), ještěrka obecná (Lacerta agilis), krahujec obecný (Accipiter nisus), slavík obecný (Pernis apivorus), jestřáb lesní (Accipiter gentilis), lejsek šedý (Muscicapa striata), včelojed lesní (Pernis apivorus), veverka obecná (Sciurus vulgaris) a ropucha obecná (Bufo bufo).
Z bezobratlých na Svatém vrchu žijí mravenci rodu Formica. Lesní okraje obývá přástevník kostivalový (Euplagia quadripunctaria). Mezi vzácné suchomilné druhy patří motýli osenice šedokřídlá (Dichagyris forcipula) a osenice tmavá (Ochropleura nigrescens), kteří se v Česku vyskytují pouze v nejteplejších místech. Zaznamenán byl výskyt běloskvrnáče lišejníkového (Dysouxes ancilla), který byl v této oblasti nalezen poprvé.

## Přístup

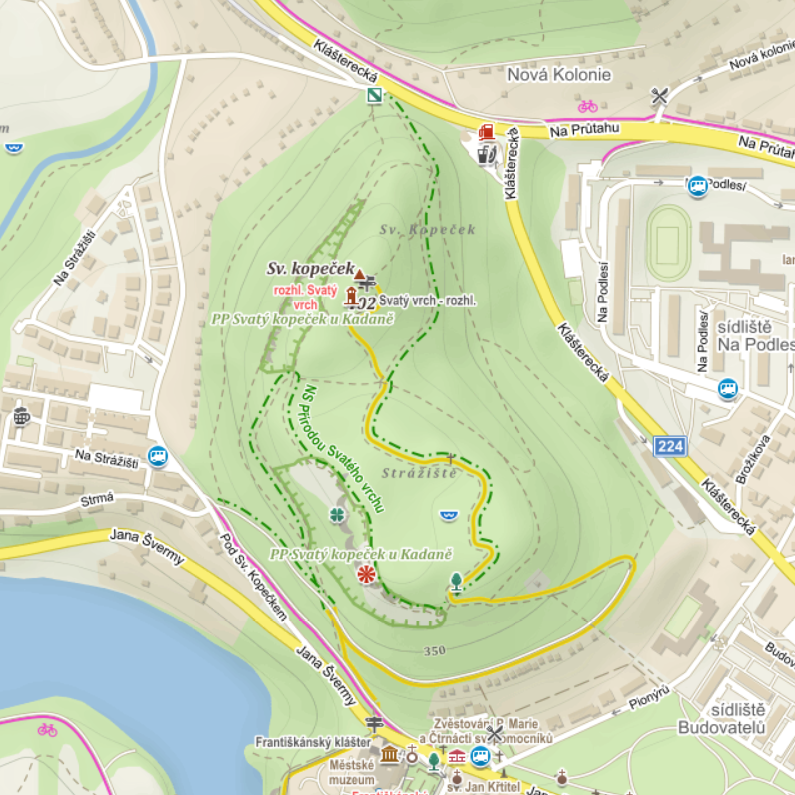
Turistická mapa Svatého kopečku u Kadaně

Na vrchol Svatého vrchu vede žlutě značená turistická trasa od rozcestí Kadaň – údolní nádrž. Lokalitou vede naučná stezka Přírodou Svatého vrchu, jejíž část prochází podél hranic chráněného území. Kromě toho je prostor vrchu, včetně přírodní památky, přístupný množstvím prošlapaných cest a stezek.